# Tomás Antich y Saladrich
Tomás Antich y Saladrich (siglo XVII, Tortosa -siglo XVIII) Ciudadano Honrado de Barcelona por Tortosa, fue oidor real de la Generalidad de Cataluña siendo uno de los principales dirigentes de la Campaña de Cataluña (1713-1714).

## Biografía
Hijo del doctor en derecho Francisco Antich, nombrado Ciudadano Honrado de Barcelona en 1699. Declarado austracista durante la Guerra de Sucesión Española, en 1705 salió junto con su padre de la ciudad de Tortosa para declarar obediencia al archiduque Carlos de Austria. Participó en la Junta de Brazos de Cataluña celebrada en julio de 1713 por la que el Principado declaró la continuación de la guerra contra Felipe V y contra Francia. Fue extraído oidor real de la Generalidad de Cataluña el 22 de julio de 1713, cargo que ejerció hasta el 16 de septiembre de 1714, cuando dicha institución fue abolida. Tras la guerra emigró al imperio austríaco